# Adela rufifrontella
Cauchas rufifrontella
Espèce
Adela rufifrontella (ou Cauchas rufifrontella,), l'Adèle à front roux, est une espèce de papillons nocturnes de la famille des Adelidae,.

## Description
Cette espèce est de couleur gris foncé, hormis la tête qui présente une touffe de poils roux, de laquelle elle tire son nom scientifique. Son envergure est de 9-12 mm. Elle ressemble beaucoup à Cauchas rufimitrella, toutefois cette dernière possède des antennes plus longues.

## Biologie
La chenille, qui vit dans un fourreau de feuilles, se nourrit sur différentes plantes dont Teesdalia nudicaulis et Valeriana officinalis.

## Comportement
Bien qu'appartenant au sous-ordre des hétérocères, ce papillon peut être aperçu volant en plein jour comme de nombreux papillons de nuit. Il apparaît de mars à juillet.

## Distribution et habitat
Europe dans divers milieux (forêts, prairies…).

## Systématique
Pour GBIF, le taxon valide de cette espèce est Adela rufifrontella Treitschke, 1833 et Cauchas rufifrontella (Treitschke, 1833), un synonyme.
En revanche pour l’INPN, c'est la situation inverse qui est retenue, Cauchas rufifrontella (Treitschke, 1833) est le taxon valide et Adela rufifrontella Treitschke, 1833 le synonyme.
Adela rufifrontella a pour synonymes :
- Adela aurifrontella Duponchel, 1838
- Cauchas rufifrontella (Treitschke, 1833)